# Nationale Universiteit van Taiwan voor Wetenschap en Technologie
De Nationale Universiteit van Taiwan voor Wetenschap en Technologie (Taiwan Tech Chinees: 國立臺灣科技大學) is een publieke onderzoeksuniversiteit, gevestigd in Taipei, Taiwan. De Universiteit werd op gericht in 1974 als het Nationale Instituut van Taiwan voor Technologie.
In de QS World University Rankings van 2020 staat Taiwan Tech wereldwijd op een 251ste plaats, waarmee het de 5e Taiwanese universiteit op de ranglijst is.